# 格鲁梅斯
格鲁梅斯（義大利語：Grumes），是意大利特伦托自治省的一个市镇。总面积10.8平方公里，人口455人，人口密度42.1人/平方公里（2009年）。ISTAT代码为022096。